# 26 Arietis
Désignations
26 Arietis est une étoile variable de la constellation du Bélier. 26 Arietis est sa désignation de Flamsteed ; elle porte également la désignation d'étoile variable de UU Arietis. Sa magnitude apparente est de 6,14, ce qui, selon l'échelle de Bortle, se situe dans la limite de la visibilité à l'œil nu dans les ciels nocturnes ruraux sombres. Sur la base d'un décalage annuel de la parallaxe de 13,78 mas, l'étoile est distance d'environ ∼ 215 a.l. (∼ 65,9 pc) de la Terre. Elle s'éloigne du Système solaire avec une vitesse radiale héliocentrique de +15 km/s.
26 Arietis est une étoile blanche de la séquence principale de type spectral A9V. C'est une variable de type Delta Scuti, avec une période de variabilité de 0,067 6 jours et une amplitude de magnitude de 0,010. Elle a environ un milliard d'années avec 1.74 M☉ et 2.32 R☉. Elle rayonne avec 15 L☉ depuis sa photosphère à une température effective de 7 430 K.